# Sociedad Española de Neurología
La Sociedad Española de Neurología (SEN) es una sociedad científica española fundada en 1949 que tiene cerca de 4000 socios, la mayor parte de los cuales son médicos españoles especializados en el ámbito de la Neurología. En la actualidad, forman parte de la Sociedad Española de Neurología (SEN) casi la totalidad de los neurólogos españoles, además de otros profesionales sanitarios interesados en la Neurología.
La SEN organiza congresos, debates, simposios, seminarios y otras reuniones de carácter científico, siendo la Reunión Anual de la Sociedad Española de Neurología, el principal evento científico y docente de España para los especialistas en Neurología y otros profesionales de ciencias afines. También organiza diversas actividades de carácter social, a través de su Fundación del Cerebro, como es la Semana del Cerebro.
Desde la SEN se promueven proyectos de investigación y se publican guías de diagnóstico, tratamiento y protocolos destinados a los profesionales de la medicina. Asimismo, otorga premios y colabora en diversos proyectos de investigación y de divulgación.
Publica las revistas Neurología y Neurosciences and History.
Además, mantiene un Programa de Formación Continuada cuyo objetivo es realizar las actuaciones necesarias para facilitar la mayor actualización posible en conocimientos y habilidades técnicas que permitan a los neurólogos atender con la mejor capacitación posible a sus pacientes, así como potenciar el progreso de la especialidad desde el punto de vista científico técnico.
Por otra parte, a través del Museo Archivo Histórico de la SEN promueve la investigación, divulgación y conservación de su patrimonio histórico y de la Neurología en España.
Está asociada a la World Federation of Neurology (WFN), a la European Academy of Neurology (EAN) y a la European Union of Medical Specialists (UEMS).

## Historia
La Sociedad Española de Neurología se constituyó el 18 de abril de 1949 con un consejo directivo provisional formado por Lluís Barraquer Ferré (1887-1959), Belarmino Rodríguez Arias (1895-1997) y Antonio Subirana Oller (1903-1992).
El comité directivo provisional, reunido el 10 de diciembre de 1949, acordó aprobar la primera lista de socios, refrendada en la primera asamblea general el 19 de diciembre de 1949. La Sociedad Española de Neurología contó en su fundación con un total de 36 personalidades del mundo de la Neurología, Neuropsiquiatría, Neurocirugía y otras especialidades relacionadas o fronterizas.
Los objetivos estatutarios de la Sociedad se basaron en el fomento del desarrollo de la Neurología española como especialidad, con reconocimiento institucional, en ser exponente de su actividad y en la colaboración con otras asociaciones, así como la participación en congresos y foros internacionales.

## Organización
La Sociedad Española de Neurología está constituida por dos fundaciones, una de carácter científico-académico: la Fundación Privada Sociedad Española de Neurología; y una de carácter social: la Fundación del Cerebro. 

### Junta Directiva
La Junta Directiva de la Sociedad Española de Neurología es el órgano de gobierno de la Sociedad, y a este efecto es quien gobierna, gestiona, administra y representa los intereses de la entidad de acuerdo con las disposiciones y directrices de la Asamblea General.

### Presidentes
- 1949 – 1952: Lluís Barraquer Ferré
- 1952 – 1953: Berlarmino Rodríguez Arias
- 1953 – 1955: Antonio Subirana Oller
- 1955 – 1959: Juan José Barcia Goyanes
- 1959 – 1961: Román Alberca Lorente
- 1961 – 1965: Ramón Sales Vázquez
- 1965 – 1969: Carlos Oliveras de la Riva
- 1969 – 1973: Lluís Barraquer Bordas
- 1973 – 1977: José María Espadaler Medina
- 1977 – 1978: Lluis Oller Daurella
- 1978 – 1979: Santiago Giménez Roldán
- 1979 – 1981: José Manuel Martínez-Lage
- 1981 – 1985: José María Grau Veciana
- 1985 – 1987: Juan José Zarranz Imirizaldu
- 1987 – 1989: Ignacio Pascual Castroviejo
- 1989 – 1991: Eduardo Tolosa Sarró
- 1991 – 1993: Agustín Codina Puiggròs
- 1993 – 1995: Hugo Liaño Martínez
- 1995 – 1997: Román Alberca Serrano
- 1997 – 1999: Félix Bermejo Pareja
- 1999 – 2001: Isabel Illa Sendra
- 2001 – 2003: Justo García de Yébenes Prous
- 2003 – 2008: Jorge Matías-Guiu Guía
- 2008 – 2010: Eduardo Martínez Vila
- 2010 – 2014: Jerónimo Sancho Rieger
- 2014 – 2016: Alfredo Rodríguez-Antigüedad
- 2016 - 2018: Óscar Fernández Fernández
- 2018 - 2020: Exuperio Díez Tejedor
- 2020 - 2024: José Miguel Láinez Andrés
- 2024 - actualidad: Jesús Porta Etessam

### Organismos y Comités
Los órganos de participación de la Sociedad Española de Neurología son:
- Comités de participación:
  - Comité Científico
  - Comité de Docencia y Acreditación
  - Comité de Ética y Deontología
  - Comité de Coordinación de los Grupos de Estudio
- Comités ad hoc

### Grupos de Estudio
Desde su primera constitución en 1983, los Grupos de Estudio han supuesto un estímulo en el desarrollo científico de la SEN y se han ido consolidando como una forma de organización en la propia Sociedad.
- Grupo de Estudio de Cefaleas
- Grupo de Estudio de Conducta y Demencias
- Grupo de Estudio de Dolor Neuropático
- Grupo de Estudio de Enfermedades Cerebrovasculares
- Grupo de Estudio de Enfermedades Desmielinizantes
- Grupo de Estudio de Enfermedades Neuromusculares
- Grupo de Estudio de Epilepsia
- Grupo de Estudio de Gestión Clínica y Calidad Asistencial en Neurología
- Grupo de Estudio de Humanidades e Historia de la Neurología
- Grupo de Estudio de Neuroepidemiología
- Grupo de Estudio de Neurogenética y Enfermedades Raras
- Grupo de Estudio de Neurogeriatría
- Grupo de Estudio de Neuroimagen
- Grupo de Estudio de Neurología Crítica e Intensivista
- Grupo de Estudio de Neurooftalmología
- Grupo de Estudio de Neurooncología
- Grupo de Estudio de Neuroquímica y Neurofarmacología
- Grupo de Estudio de Trastornos de la Vigilia y el Sueño
- Grupo de Estudio de Trastornos del Movimiento
- Comisión de Estudio de Ataxias y Paraparesias Espásticas Degenerativas
- Comisión de Estudio de Neurointervencionismo
- Sección de Neurofisioterapia
- Sección de Neuropsicología
- Sección de Neuroterapia Ocupacional

## Actividades
La SEN organiza congresos, debates, simposios y otras reuniones de carácter científico, siendo la Reunión Anual de la Sociedad Española de Neurología, el principal evento científico y docente de España para los especialistas en Neurología y otros profesionales de ciencias afines. 
Desde la SEN se promueven proyectos de investigación y se publican guías de diagnóstico, tratamiento y protocolos destinados a los profesionales de la medicina. 
Además, mantiene un Programa de Formación Continuada cuyo objetivo es realizar las actuaciones necesarias para facilitar la mayor actualización posible en conocimientos y habilidades técnicas que permitan a los neurólogos atender con la mejor capacitación posible a sus pacientes, así como potenciar el progreso de la especialidad desde el punto de vista científico técnico.

## Publicaciones
Neurología. Publicación Oficial de la Sociedad Española de Neurología (Revista oficial de la SEN desde 1986 que publica contribuciones científicas en el campo de la Neurología clínica y experimental.
Neurosciences and History. Publica trabajos originales de investigación y revisiones sobre historia de las Neurociencias, presentando temas de actualidad, de relevancia historiográfica o no investigados hasta el momento.

## Fundación del Cerebro
La Fundación del Cerebro trabaja para la divulgación y concienciación de la sociedad de la problemática que viven los enfermos y sus familias, con el fin último de mejorar el bienestar de los afectados por las enfermedades neurológicas.
Con el objetivo de fomentar la importancia de cuidar el cerebro para prevenir enfermedades neurológicas organiza la Semana del Cerebro, junto a las Vocalías de Relaciones Institucionales, Comunicación, Relaciones Sociales de la Sociedad Española de Neurología, junto con las Sociedades Autonómicas de Neurología y asociaciones de pacientes.

## Museo Archivo Histórico de la SEN (MAH SEN)
El MAH SEN es un centro que promueve la investigación, divulgación y conservación del patrimonio histórico de la SEN y de la Neurología en España.
Centra su actividad en la producción de conocimiento mediante la realización de exposiciones, conferencias y edición de documentales y publicaciones, entre otras propuestas. Trabaja activamente en la comunicación, gestión y preservación de sus colecciones desde una perspectiva multidisciplinar.
El MAH SEN, como centro de divulgación activa y fomento de actividades sobre historia de la neurología, desarrolla programas de investigación, recuperación de recursos e implementación de herramientas para su acceso.
Edita Neurosciences and History, publicación oficial centrada en el ámbito de la investigación en historia de las neurociencias. Presta especial atención a perspectivas historiográficas novedosas e interdisciplinares. Está dirigida a profesionales de las neurociencias, de la historia de la medicina, así como a científicos de diversa formación que puedan encontrar en la historia elementos de reflexión.

## Sociedades adheridas
- Sociedad Española de Electrodiagnóstico Neurológico
- Club Español de Neuropatología
- Sociedad Española de Neurorrehabilitación
- Sociedad Española de Neurosonología
- Sociedad Española de Neurología Pediátrica (SENEP)